# Wita Smatscheljuk

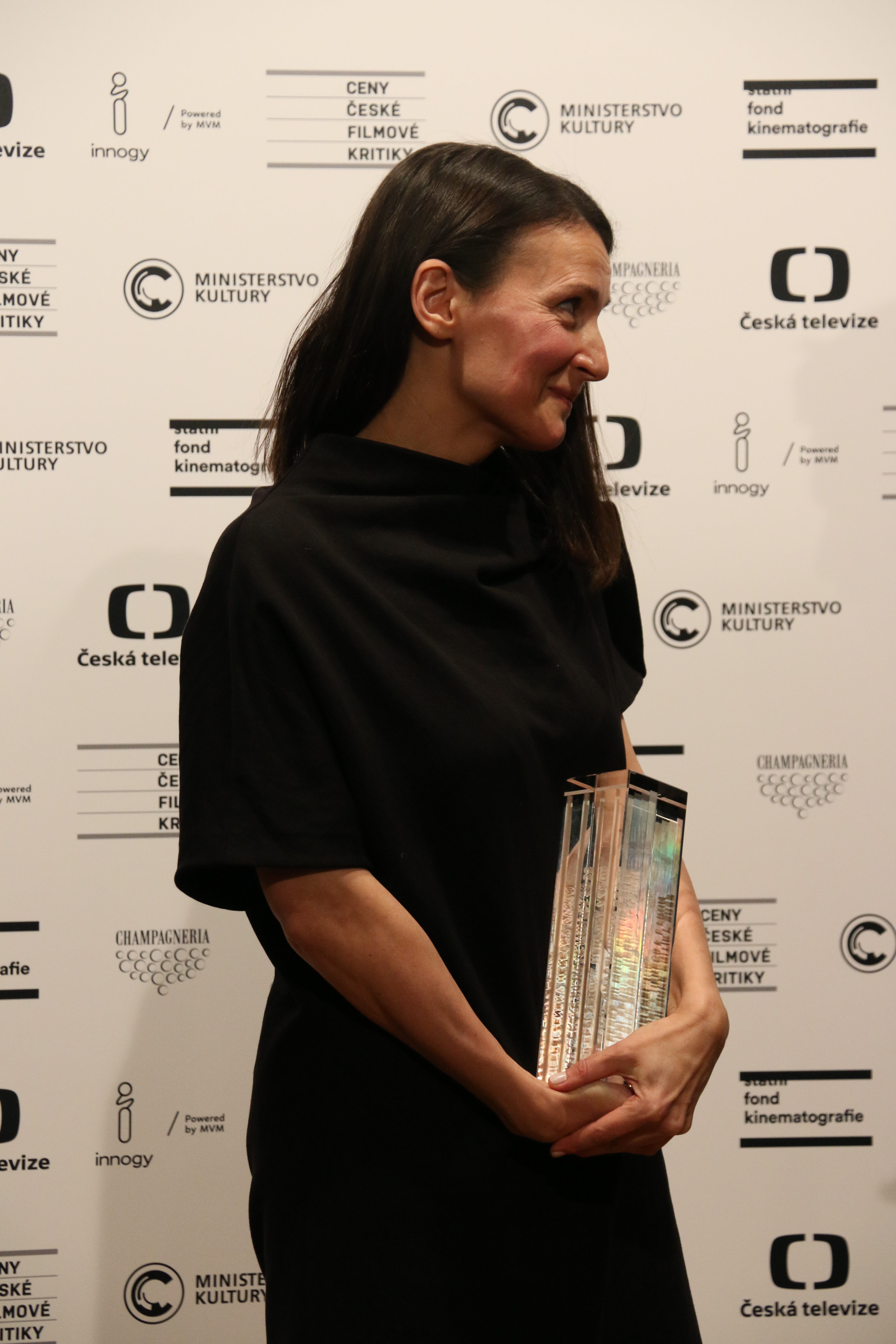
Wita Smatscheljuk im Jahr 2023

Wiktorija „Wita“ Smatscheljuk (ukrainisch Вікторія Смачелюк; * 5. Juni 1981 in Kiew, Ukrainische Sozialistische Sowjetrepublik) ist eine ukrainische Schauspielerin.

## Leben
Wita Smatscheljuk wurde 1981 in Kiew geboren. Sie wollte zunächst Tänzerin werden, studierte jedoch auf Wunsch ihrer Eltern Wirtschaft, bevor sie im zweiten Jahr das Fach wechselte und an der Nationalen Universität für Theater, Film und Fernsehen in Kiew Schauspiel studierte. Sie ging dann ans Theater. Ihr Filmdebüt gab sie Anfang der 2000er Jahre und wirkte seitdem in vielen ukrainischen Film- und Fernsehproduktionen mit, außerdem moderierte sie in ihrer Heimat die Fernsehshow Fort Boyard. 2023 erhielt sie für ihre Darstellung der Irina in dem mehrfach ausgezeichneten tschechischen Film Victim (im Original Obet) eine Nominierung für den slowakischen Filmpreis Slnko v sieti  („Sonne im Netz“) als Beste Hauptdarstellerin und eine Nominierung für den tschechischen Filmpreis Český lev („Böhmischer Löwe“) als Beste Hauptdarstellerin.

## Filmografie
- 2022: Victim (Obet)